# 中野製薬
中野製薬株式会社（なかのせいやく、英: NAKANO SEIYAKU CO.,LTD.）は、京都府京都市山科区に本社を置くシャンプーやヘアワックスをはじめとするヘアスタイリング用品の製造・販売を行う化粧品メーカーである。

## 概要
創業者の中野孝一が、1956年（昭和31年）に京都にて、化粧品の製造をおこなう「中野化学研究所」を設立する。創業当初はその名の通り、ヘアカラーなどの化粧品を製造していたが、1959年（昭和34年）に改組後は、シャンプー・リンスなどを製造する企業に転身する。
創業当初より特にヘアサロンを中心とする業務用向けに強い企業として知られ、新人美容師を対象とした、ヘアデザインフォーラムやテクニカルコンペティションなどの各種セミナー・コンテストなどに力を入れていることでも知られる。
製造している品目が、シャンプーなどのヘアケア製品であるため、社名の「製薬」とは縁遠くなっているが、同社を創業した中野孝一が「化粧品も、薬を作るのと同じように作りたい」という想いを込めて命名したため、社名は変更されずに今日まで存続している。
グループ会社として、ペット向けヘアケア製品の販売をおこなう、ハートランドがある。

## 沿革
- 1956年：中野化学研究所創業。
- 1959年：中野製薬株式会社設立。
- 1996年：「ナカノ スタイリングワックス」発売。
- 2006年6月：コーポレートマークが新マークに変更
- 2001年：「キャラデコ」(カラー剤)「カールX」(パーマ剤)
- 2009年：創立50周年

## その他
2012年度より、健康推進ならびに集中力向上の一環として、現会長・中野耕太郎の命により、京都の本社オフィスにある椅子を全て撤去し、その代用にバランスボールを設置している。